# Saint-Pierre-de-Buzet
Saint-Pierre-de-Buzet – miejscowość i gmina we Francji, w regionie Nowa Akwitania, w departamencie Lot i Garonna.
Według danych na rok 1990 gminę zamieszkiwało 215 osób, a gęstość zaludnienia wynosiła 25 osób/km² (wśród 2290 gmin Akwitanii Saint-Pierre-de-Buzet plasuje się na 962. miejscu pod względem liczby ludności, natomiast pod względem powierzchni na miejscu 1164.).